# Lampranthus parcus
Lampranthus parcus är en isörtsväxtart som beskrevs av Nicholas Edward Brown. Lampranthus parcus ingår i släktet Lampranthus och familjen isörtsväxter. Inga underarter finns listade i Catalogue of Life.